# Pandora myrmecophaga
Pandora myrmecophaga är en svampart som först beskrevs av Turian & Wuest, och fick sitt nu gällande namn av S. Keller 2005. Pandora myrmecophaga ingår i släktet Pandora och familjen Entomophthoraceae.   Inga underarter finns listade i Catalogue of Life.